# Fonty Flock
Truman Fontell Flock (21 de marzo de 1920-15 de julio de 1972), conocido como Fonty Flock, fue un piloto de automovilismo estadounidense que destacó en las carreras de stock cars.
Fonty Flock fue uno de los pilotos que participaron en la temporada inaugural de la NASCAR Cup Series, en 1949.

## Trayectoria

### Primeros años
Fonty Flock nació en Fort Payne, en Alabama. Entregaba moonshine ilegal, al igual que muchos de los primeros pilotos de NASCAR. Comenzó haciéndolo mediante su bicicleta en su adolescencia, aunque, tras unos años, lo hizo por medio de su coche. Los sheriffs no podían alcanzarle al tener Flock un coche modificado que le hacía ser mucho más rápido.

### Inicios de su carrera automovilística
Fonty Flock ganó una carrera de 100 millas en el Lakewood Speedway, un circuito oval de Atlanta, en Georgia.
Más tarde, ganó la pole en una carrera en el circuito playero de Daytona en julio de 1941. Desgraciadamente, en una gran lucha junto al hombre que partía segundo, Roy Hall, colisionaron y Flock, cuyo coche dio vueltas de campana, salió despedido del mismo al romperse su cinturón de seguridad. Fue trasladado de urgencia en ambulancia al hospital, después de haber sufrido un aplastamiento en el pecho, romperse la pelvis, lesionarse la espalda y la cabeza y estar en estado de shock.

### Segunda Guerra Mundial
Durante la Segunda Guerra Mundial, Fonty Flock formó parte de las Fuerzas Aéreas del Ejército de Estados Unidos durante cuatro años. Esto hizo que se interrumpiese su carrera en el mundo del motor.

### Carrera en Stock Cars y NASCAR
Después de la guerra prosiguió con su carrera automovilística. Su hermano Tim Flock pidió a Ed Schenck, uno de los propietarios de coches que corrían en carreras de Stock Cars, de que fuese su hermano Fonty quien corriese para él. Schenck accedió y le dio un coche para correr en North Wilkesboro Speedway. Su actuación fue excepcional, pues logró la pole position, la Heat Race y la carrera principal del evento después de no haber corrido en cuatro años y medio. Después de que su hermano Bob Flock se rompiese la espalda condujo su coche durante los eventos restantes de la temporada. Ganó siete de las 47 carreras ese año que le hicieron proclamarse campeón del National Championship Stock Car Circuit, uno de los trofeos de más prestigio antes de la creación de NASCAR.
En 1949 participó en la temporada inaugural de la NASCAR Strictly Stock Series (nombre de las Cup Series en su año debut), corriendo seis de las ocho carreras y finalizando quinto en la general. Además, ese año fue el campeón del NASCAR National Modified Championship, antecedente del NASCAR Whelen Modified Tour, ganando once carreras. En 1950 ganó su primera carrera en NASCAR. Consiguió tres top-10 en siete carreras y acabó 14.º.
En 1951 corrió casi todaas las carreras de la NASCAR Grand National Series. Consiguió ocho victorias, 22 top-10 y 13 poles, acabando subcampeón.
En 1952 ganó dos carreras y consiguió 17 top-10 y tres poles, acabando cuarto en la general. 
En 1953 ganó cuatro carreras y consiguió 17 top-10 y seis poles, acabando cuarto de nuevo. En la carrera en Daytona iba líder por más de un minuto pero, cuando ondeaba la bandera blanca (que indica que va a comenzar la última vuelta) se quedó sin gasolina. Su compañero le empujó hasta los boxes. Pese a que Bill Blair le adelantó, Flock logró ser segundo.
A partir de 1954 corrió a tiempo parcial, ya que compaginaba su carrera automovilística con su recién creada empresa de seguros. Ese año no ganó ninguna carrera, si bien sólo corrió cinco.
En 1955 corrió 31 de las 45 carreras del año, ganando tres y acabando entre los diez primeros en 14 de ellas. Acabó 11.º en la general. ambién corrió una carrera en la Pacific Coast Late Model Division, antecedente de la actual ARCA Menards Series West, en la que acabó 28.º al abandonar en la vuelta 16 de 100.
En 1956 consiguió su última victoria, en Charlotte Speedway. Ese año corrió siete carreras con suerte dispar: cuatro top-10 , incluida esa victoria en Charlotte, y tres abandonos.
En 1957 corrió la carrera en el Circuito playero de Daytona. Además, sustituyó a Herb Thomas en las 500 Millas Sureñas, ya que él se había lesionado de gravedad corriendo en Cleveland County Fairgrounds. Flock aceptó la propuesta. En la carrera perdió el control del coche y fue envestido por Bobby Myers y Paul Goldsmith en la vuelta 27. Flock y Goldsmith sufrieron heridas, y Myers murió. Ya en el hospital, Fonty Flock anunció que se retiraba.
Murió el 15 de julio de 1972 en Atlanta, tras una larga enfermedad.

## Vida personal
Fonty Flock es hermano del bicampeón de la NASCAR Cup Series Tim Flock, de Bob Flock y de Ethel Mobley (nombre de casada de Ethel Flock). El 10 de julio de 1949 corrieron en la misma carrera, en el Circuito playero de Daytona. Esta fue la primera vez en la historia de NASCAR que corrieron hermanos de distinto sexo y el único en el que corrieron cuatro hermanos en la misma carrera.

## Resultados

### Resultados en la NASCAR Cup Series
| Año  | Coche      | N.º  | Equipo                   | 1      | 2      | 3      | 4      | 5      | 6      | 7     | 8      | 9      | 10     | 11     | 12     | 13     | 14     | 15     | 16     | 17     | 18     | 19     | 20     | 21     | 22     | 23    | 24     | 25     | 26     | 27     | 28     | 29     | 30    | 31     | 32     | 33     | 34    | 35     | 36     | 37     | 38    | 39     | 40     | 41  | 42     | 43  | 44     | 45  | 46  | 47  | 48  | 49  | 50  | 51  | 52  | 53  | 54  | 55  | 56  | Posición | Puntos  |
| ---- | ---------- | ---- | ------------------------ | ------ | ------ | ------ | ------ | ------ | ------ | ----- | ------ | ------ | ------ | ------ | ------ | ------ | ------ | ------ | ------ | ------ | ------ | ------ | ------ | ------ | ------ | ----- | ------ | ------ | ------ | ------ | ------ | ------ | ----- | ------ | ------ | ------ | ----- | ------ | ------ | ------ | ----- | ------ | ------ | --- | ------ | --- | ------ | --- | --- | --- | --- | --- | --- | --- | --- | --- | --- | --- | --- | -------- | ------- |
| 1949 | Hudson     | 47   | Grady Cole/Bruce Griffin | CLT 2  |        |        |        |        |        |       |        |        |        |        |        |        |        |        |        |        |        |        |        |        |        |       |        |        |        |        |        |        |       |        |        |        |       |        |        |        |       |        |        |     |        |     |        |     |     |     |     |     |     |     |     |     |     |     |     | 5.º      | 554.5   |
| 1949 | Hudson     | 47   | Gene Horne               |        | DAB 19 |        |        |        |        |       |        |        |        |        |        |        |        |        |        |        |        |        |        |        |        |       |        |        |        |        |        |        |       |        |        |        |       |        |        |        |       |        |        |     |        |     |        |     |     |     |     |     |     |     |     |     |     |     |     | 5.º      | 554.5   |
| 1949 | Buick      | 47   | Ed Lawrence              |        |        | OCC 4  | LAN 45 | HAM    | MAR 12 | HEI   | NWS 3  |        |        |        |        |        |        |        |        |        |        |        |        |        |        |       |        |        |        |        |        |        |       |        |        |        |       |        |        |        |       |        |        |     |        |     |        |     |     |     |     |     |     |     |     |     |     |     |     | 5.º      | 554.5   |
| 1950 | Buick      | 47   | Ed Lawrence              | DAB 10 | CLT 21 | LAN    | MAR    | CAN    | VER    | DYT   | MON    | CLT    | OCC    | DYT    | HAM    |        |        |        |        |        |        |        |        |        |        |       |        |        |        |        |        |        |       |        |        |        |       |        |        |        |       |        |        |     |        |     |        |     |     |     |     |     |     |     |     |     |     |     |     | 14.º     | 458.5   |
| 1950 | Oldsmobile | 47   | Frank Christian          |        |        |        |        |        |        |       |        |        |        |        |        | DAR 28 | LAN 1  | NWS 18 | VER    |        |        |        |        |        |        |       |        |        |        |        |        |        |       |        |        |        |       |        |        |        |       |        |        |     |        |     |        |     |     |     |     |     |     |     |     |     |     |     |     | 14.º     | 458.5   |
| 1950 | Oldsmobile | 7    | Frank Christian          |        |        |        |        |        |        |       |        |        |        |        |        |        |        |        |        | MAR 4  | FUN    | OCC 19 |        |        |        |       |        |        |        |        |        |        |       |        |        |        |       |        |        |        |       |        |        |     |        |     |        |     |     |     |     |     |     |     |     |     |     |     |     | 14.º     | 458.5   |
| 1951 | Oldsmobile | 14   | Frank Christian          | DAB 3  | CLT 20 | LAK 2  | CAR    | OCC 1  | ARI 4  | NWS 1 | MAR 5  | CAN 3  | POW 25 | COL 12 | DYT 4  | CAR    | GRS 3  | BAI 1  | HEI 36 | WEA 1  | MON 14 | ALT 1  | MIC 35 | FMS 18 | MRT 30 | AIR 4 | DAR 8  | COB 10 | CCS 4  | LAN 2  | CLT    | DYT 1  | WIL 1 | OCC 15 | THO    | PGS    | MAR   | OAK 11 | NWS 1  | MRC 24 | JCK 3 | LAK 11 | CAR 4  | NEW |        |     |        |     |     |     |     |     |     |     |     |     |     |     |     | 2.º      | 4062.25 |
| 1952 | Oldsmobile | 14   | Frank Christian          | PAL 3  | DAB 4  | JCK 6  | NWS 2  | MAR 15 | COL    | LAK 7 | CCS 2  | LAN 5  | DAR 3  | DYT 11 | CAN 17 | AUG    | FMS 5  | OCC 2  | CLT 11 | MIC 47 | STF 7  | CHA    | MON 4  | MRT    | PLP 15 | STH   | WEA 12 | DAR 1  | CCS 24 | LAN 26 | DYT 16 | WIL 18 | OCC 1 | MAR 2  | NWS 2  | PAL 19 | LAK 2 |        |        |        |       |        |        |     |        |     |        |     |     |     |     |     |     |     |     |     |     |     |     | 4.º      | 5183.5  |
| 1953 | Oldsmobile | 14   | Frank Christian          | PAL 11 | DAB 2  | HAR 14 | NWS 3  | CLT 25 | RCH WD | CCS 4 | LAN 3  |        | HIC 26 | MAR 29 | POW 15 |        | LOU 11 | FFS    |        |        |        |        |        |        |        |       |        |        |        |        |        |        |       | CCS 14 |        |        |       |        |        |        |       |        |        |     |        |     |        |     |     |     |     |     |     |     |     |     |     |     |     | 5.º      | 6174    |
| 1953 | Hudson     | 14   | Frank Christian          |        |        |        |        |        |        |       |        | COL 14 |        |        |        | RAL 1  |        |        | LAN 31 | TRI 23 | WIL 1  | MON    | PIE 4  | MRT    | LAK 12 | RVL 3 | LCN 16 | DAV 5  | OCC 12 | WEA 1  | PCS 2  | HIC 1  | DAR 2 |        | LAN 35 | BLO 15 | WIL 3 | NWS 2  | MAR 4  | LAK 2  |       |        |        |     |        |     |        |     |     |     |     |     |     |     |     |     |     |     |     | 5.º      | 6174    |
| 1954 | Hudson     | 14   | Frank Christian          | PAL 12 |        | JCK 2  | LAK 5  | OAK 11 | OGL    | NWS   | ORA    | CCS    | LAN    | WIL    | MAR    | SHA    | RAL    | CLT    | CAR    | COL    | LIN    | WIL    | HIC    | MON    | PIE    | WEA   | SFS    | GRS    | MRT    | OAK    | MET    | BAY    | COR   | DAR    | CCS    | MET    | LAN   | ARK    | MAR    | NWS    |       |        |        |     |        |     |        |     |     |     |     |     |     |     |     |     |     |     |     | -º       | -       |
| 1954 | Bucik      | 99   | Raymond Parks            |        | DAB 57 |        |        |        |        |       |        |        |        |        |        |        |        |        |        |        |        |        |        |        |        |       |        |        |        |        |        |        |       |        |        |        |       |        |        |        |       |        |        |     |        |     |        |     |     |     |     |     |     |     |     |     |     |     |     | -º       | -       |
| 1955 | Oldsmobile | 14   | Frank Christian          | TRI    | JCK    | PAL    | DAB 5  | OGL    |        |       |        |        |        |        |        |        |        |        |        |        |        |        |        |        |        |       |        |        |        |        |        |        |       |        |        |        |       |        |        |        |       |        |        |     |        |     |        |     |     |     |     |     |     |     |     |     |     |     |     | 11.º     | 4266    |
| 1955 | Chevrolet  | 14   | Frank Christian          |        |        |        |        |        | COL 1  | ORA 5 | NWS 20 | MNT 3  | LAN 22 | CLT 23 | HIC    | ARI 28 |        |        |        |        |        |        |        |        |        |       |        |        |        |        |        |        |       |        |        |        |       |        |        |        |       |        |        |     |        |     |        |     |     |     |     |     |     |     |     |     |     |     |     | 11.º     | 4266    |
| 1955 | Chrysler   | 301  | Carl Kiekhaefer          |        |        |        |        |        |        |       |        |        |        |        |        |        | MAR 23 | TUC    | RCH 2  | RAL 2  | WNT 21 | LCN 28 | MON 2  | FON 11 |        | MET   | PIE 2  | COL 15 | WEA 2  | MRT 26 | ALT    | NYF    | BAY   | MET    | WNT 16 | ARK 1  | RAL 9 |        |        | LAN 3  | RAL 1 |        | ARK 39 | COL | MAR 25 | LVS | NWS 6  | ORA |     |     |     |     |     |     |     |     |     |     |     | 11.º     | 4266    |
| 1955 | Chrysler   | 36   | Carl Kiekhaefer          |        |        |        |        |        |        |       |        |        |        |        |        |        |        |        |        |        |        |        |        |        |        |       |        |        |        |        |        |        |       |        |        |        |       | DAR 51 |        |        |       |        |        |     |        |     |        |     |     |     |     |     |     |     |     |     |     |     |     | 11.º     | 4266    |
| 1955 | Oldsmobile | 15   | -                        |        |        |        |        |        |        |       |        |        |        |        |        |        |        |        |        |        |        |        |        |        | AIR 11 |       |        |        |        |        |        |        |       |        |        |        |       |        |        |        |       |        |        |     |        |     |        |     |     |     |     |     |     |     |     |     |     |     |     | 11.º     | 4266    |
| 1955 | Chevrolet  | 91   | Herb Thomas              |        |        |        |        |        |        |       |        |        |        |        |        |        |        |        |        |        |        |        |        |        |        |       |        |        |        |        |        |        |       |        |        |        |       |        | MNT 23 |        |       | GRE 25 |        |     |        |     |        |     |     |     |     |     |     |     |     |     |     |     |     | 11.º     | 4266    |
| 1956 | Ford       | 297  | Pat DePaolo              | HIC 8  |        |        |        |        |        |       |        |        |        |        |        |        |        |        |        |        |        |        |        |        |        |       |        |        |        |        |        |        |       |        |        |        |       |        |        |        |       |        |        |     |        |     |        |     |     |     |     |     |     |     |     |     |     |     |     | 50.º     | 946     |
| 1956 | Chrysler   | 301  | Carl Kiekhaefer          |        | CLT 1  | WLL    | PAL 19 | ARI    |        |       |        |        |        |        |        |        |        |        |        |        |        |        |        |        |        |       |        |        |        |        |        |        |       |        |        |        |       |        |        |        |       |        |        |     |        |     |        |     |     |     |     |     |     |     |     |     |     |     |     | 50.º     | 946     |
| 1956 | Chrysler   | 34   | Carl Kiekhaefer          |        |        |        |        |        |        |       |        |        |        | LAN 39 | RCH    | COL    | CON    | GRE    | HIC    | ORA    | MAR    | LCN    | CLT    | POR    | NYF    | ERK   | MER    | ARK    | CLF    | MON    | POR    | WEA    | RAL   | PIE    | SAC    | SOL    | CLE   | MNT    | OKL    | ROA    | OLD   | BAY    | NOR    | PIE | COA    | POR |        |     |     |     |     |     |     |     |     |     |     |     |     | 50.º     | 946     |
| 1956 | Dodge      | 500B | Carl Kiekhaefer          |        |        |        |        |        | DAB 10 | PAL   | WIL    |        |        |        |        |        |        |        |        |        |        |        |        |        |        |       |        |        |        |        |        |        |       |        |        |        |       |        |        |        |       |        |        |     |        |     |        |     |     |     |     |     |     |     |     |     |     |     |     | 50.º     | 946     |
| 1956 | Pontiac    | 55   | A.L. Bumgarner           |        |        |        |        |        |        |       |        | LAK 7  | NWS    |        |        |        |        |        |        |        |        |        |        |        |        |       |        |        |        |        |        |        |       |        |        |        |       |        |        |        |       |        |        |     |        |     |        |     |     |     |     |     |     |     |     |     |     |     |     | 50.º     | 946     |
| 1956 | Mercury    | 15   | Bill Stroppe             |        |        |        |        |        |        |       |        |        |        |        |        |        |        |        |        |        |        |        |        |        |        |       |        |        |        |        |        |        |       |        |        |        |       |        |        |        |       |        |        |     |        |     | DAR 58 | CHI | CLF | LAN | POR | COL | ORA | TEN | CLT | CLE | MAR | HIC | WIL | 50.º     | 946     |
| 1956 | Mercury    | 28   | Bill Stroppe             | WLL    | CON    | COC    | DAB 3  | CON    | WIL    | ORA   | WEA    | NWS    | LAN    | CLF    | PIE    | POR    | GBR    | CLE    | RCH    | MAR    | POR    | LCN    | ERK    | LCT    | ASC    | TEN   | COL    | CAP    | PIE    | JCK    | RAL    | CLF    | ARK   | POR    | HIC    | NOR    | LCT   | GLN    | KIT    | LCN    | OLD   | COA    |        |     |        |     |        |     |     |     |     |     |     |     |     |     |     |     |     | 61.º     | 540     |
| 1956 | Pontiac    | 92   | Herb Thomas              |        |        |        |        |        |        |       |        |        |        |        |        |        |        |        |        |        |        |        |        |        |        |       |        |        |        |        |        |        |       |        |        |        |       |        |        |        |       |        | DAR 48 | NYF | SAC    | WEA | LAN    | SCF | COL | CLE | CLF | MAR | NEW | CON | NWS | GBR |     |     |     | 61.º     | 540     |

### Resultados en la NASCAR Convertible Division
| Año  | Coche     | N.º | Equipo              | 1   | 2   | 3   | 4   | 5     | 6   | 7   | 8   | 9   | 10  | 11  | 12     | 13  | 14     | 15  | 16  | 17  | 18  | 19  | 20  | 21  | 22  | 23  | 24  | 25  | 26  | 27  | 28  | 29  | 30  | 31  | 32  | 33  | 34  | 35  | 36  | 37  | 38  | 39  | 40  | 41  | 42  | 43  | 44  | 45  | 46  | 47  | Posición | Puntos |
| ---- | --------- | --- | ------------------- | --- | --- | --- | --- | ----- | --- | --- | --- | --- | --- | --- | ------ | --- | ------ | --- | --- | --- | --- | --- | --- | --- | --- | --- | --- | --- | --- | --- | --- | --- | --- | --- | --- | --- | --- | --- | --- | --- | --- | --- | --- | --- | --- | --- | --- | --- | --- | --- | -------- | ------ |
| 1956 | Chevrolet | 33  | Hubert Westmoreland | DAB | PCH | CLT | OCC | PCH 1 | MNT | HIC | LCT | GBR | OLD | RAL |        |     |        |     |     |     |     |     |     |     |     |     |     |     |     |     |     |     |     |     |     |     |     |     |     |     |     |     |     |     |     |     |     |     |     |     | 37.º     | 528    |
| 1956 | Chevrolet | 14  | Frank Christian     |     |     |     |     |       |     |     |     |     |     |     | LAN 15 | STA | COL 15 | LKS | TUL | TFT | KAN | MIS | NOR | WIL | SOL | FLA | NYF | CAN | CIV | WAL | LCN | FRT | WNT | COL | HIC | CLT | FLT | MON | HEI | RAL | GRE | LAK | WEA | SOL | ARK | CLE | MAR | PIE | WEA | ORA | 37.º     | 528    |

### Resultados en el Pacific Coast Late Model Division
| Año  | Coche     | N.º | Equipo          | 1      | 2   | 3   | 4   | 5   | 6   | 7   | 8   | 9   | 10  | 11  | 12  | 13  | 14  | Posición | Puntos |
| ---- | --------- | --- | --------------- | ------ | --- | --- | --- | --- | --- | --- | --- | --- | --- | --- | --- | --- | --- | -------- | ------ |
| 1955 | Chevrolet | 14  | Frank Christian | ARI 28 | TUC | GAR | CTR | MRC | BLB | GAR | BAY | CTR | BLB | GAR | LVS | GAR | WLL | NC       | 0      |